# Dobrá u Frýdku-Místku
Dobrá (deutsch Dobrau älter Gutenland, polnisch Dobra) ist eine Gemeinde in Tschechien. Sie liegt fünf Kilometer östlich von Frýdek-Místek und gehört zum Okres Frýdek-Místek.

## Geographie
Dobrá befindet sich am rechten Ufer der Morávka im Beskidenvorland. Südlich erhebt sich der Hügel Vrchy (433 m). Östlich des Dorfes liegt das Umspannwerk Nošovice und das Werksgelände der Hyundai Motor Manufacturing Czech. Durch den Ort führt die Eisenbahnstrecke von Frýdek-Místek nach Český Těšín, nördlich führt die Schnellstraße R 48 vorbei, die ebenfalls diese beiden Städte verbindet.
Nachbarorte sind Bruzovice und Pazderna im Norden, und Vojkovice im Nordosten, Bukovice und Dobratice im Osten, Nošovice im Südosten, Na Kamenci und Skalice im Süden, Zbytky im Südwesten, Staré Město und Frýdek im Westen sowie Sedliště im Nordwesten.

## Geschichte

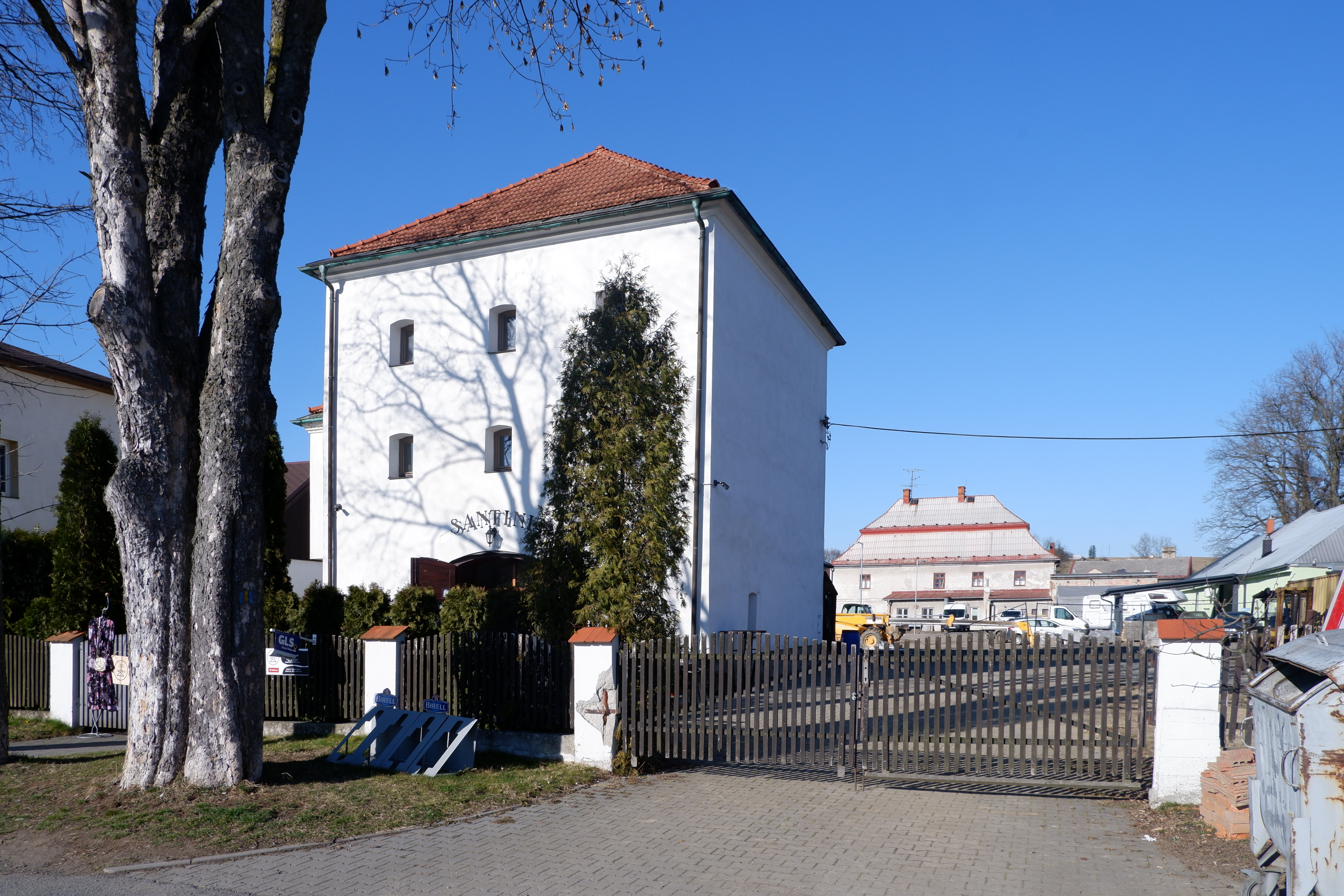
Ehemaliger Getreidespeicher

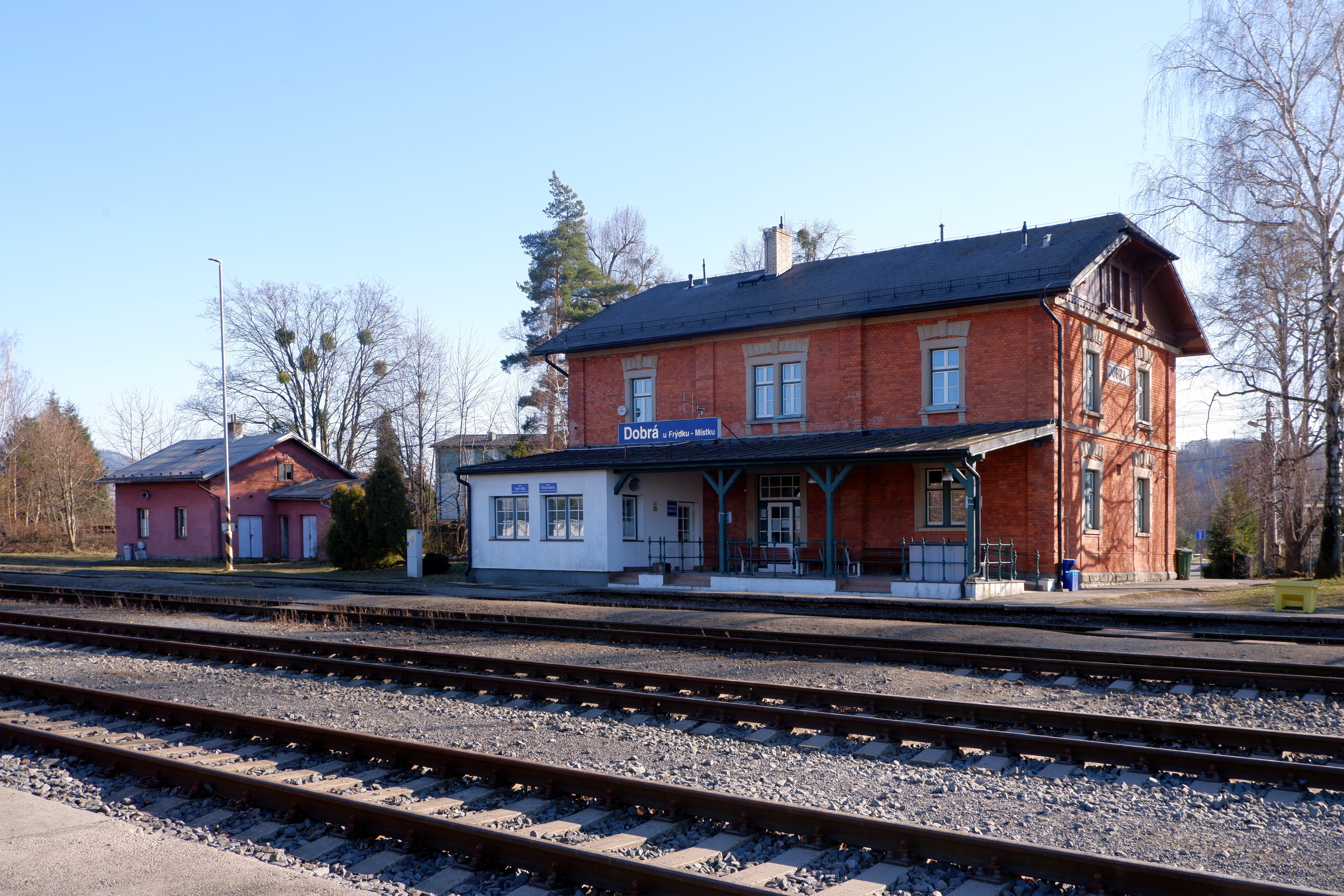
Bahnhof

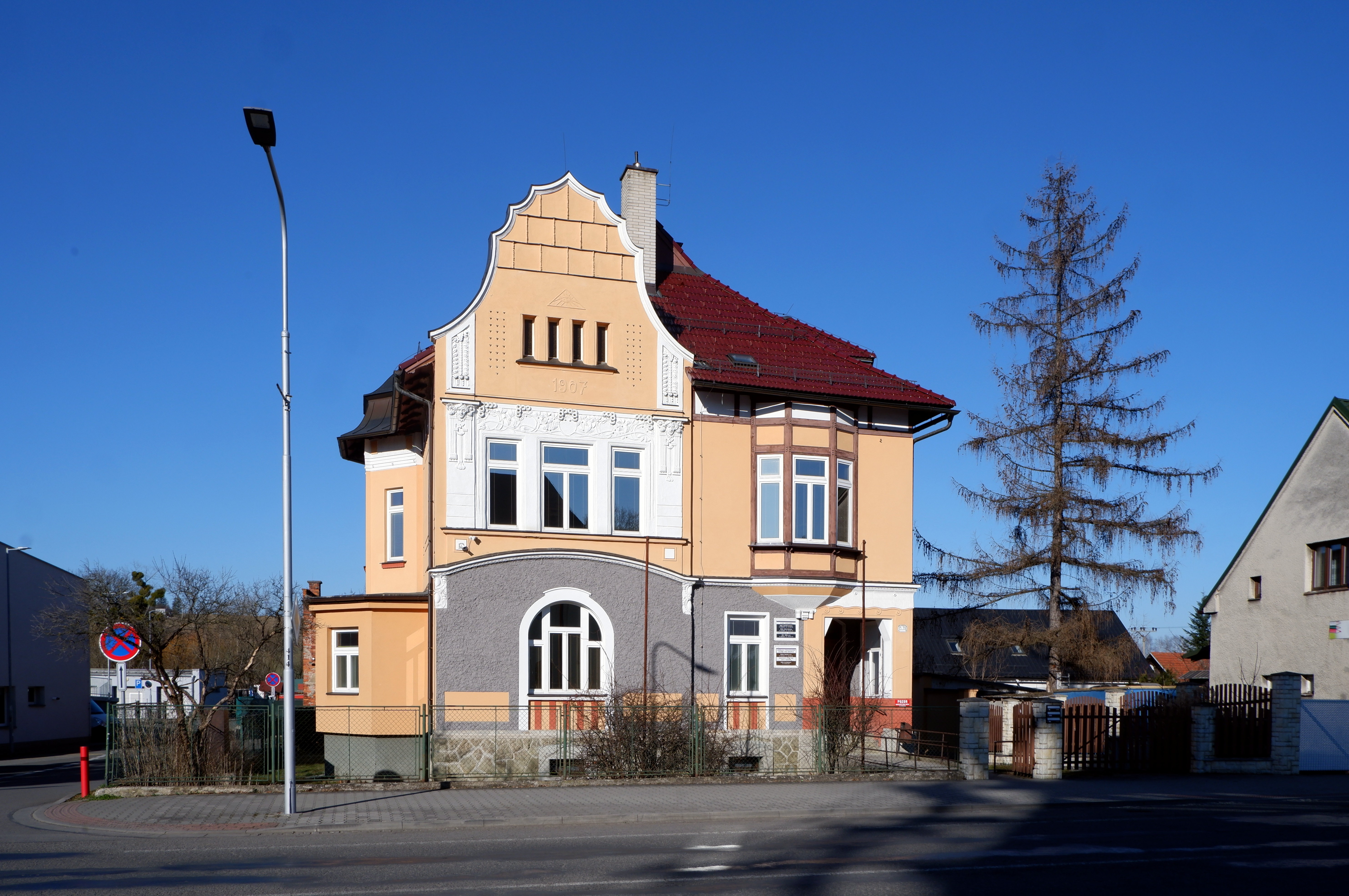
Jugendstil-Villa aus dem Jahr 1907

Der Ort wurde circa 1305 im Liber fundationis episcopatus Vratislaviensis (Zehntregister des Bistums Breslau) erstmals urkundlich als item in Dobroczenicza erwähnt. Das Dorf war noch in der früheren Phase der Gründung, deshalb das Territorium, von dessen die Höhe des Zehnts ausgerechnet war, unausdrücklich war. In mittelalterlichen Schriften wird der Ort als Dobrá Zemice, Dobrozemice oder mit dem deutschen Namen Gutenland angegeben.
Die Pfarrei Dobersey im Teschener Dekanat wurde im Peterspfennigregister des Jahres 1447 erwähnt.
Politisch gehörte das Dorf ursprünglich in der Zeit des polnischen Partikularismus zum Herzogtum Oppeln-Ratibor (Teschener Kastellanei). Das Herzogtum wurde 1281 nach dem Tod von Wladislaus I. von Oppeln geteilt. Ab 1290 gehörte das Dorf zum Herzogtum Teschen. Seit 1327 bestand die Lehensherrschaft des Königreichs Böhmen und seit 1526 gehörte es mit diesem zur Habsburgermonarchie.
Ab 1417 wurde der Ort im Zusammenhang mit dem aus Oberschlesien stammenden Vladikengeschlecht der Vlček von Dobrá Zemice genannt, das seinen Sitz in der Feste hatte und für etwa 150 Jahre Besitzer des Dorfes war. Zum Ende des 16. Jahrhunderts kam das aus einer Kirche, 34 Siedlerstellen, einer herrschaftlichen Schenke, einem Fischteich und drei Mühlen bestehende Dorf zur Herrschaft Friedeck. Seit 1568 ist eine Schule in Dobrá nachweisbar, in der Kinder aus dem ganzen Friedecker Beskidenvorland unterrichtet wurden. Franz Eusebius Graf von Oppersdorf ließ 1682 die alte Schrotholzkirche durch einen steinernen Neubau ersetzen.
Im Jahr 1679 stellte die bischöfliche Visitation von Breslau fest, dass die Mährische Sprache (concio Moravica, siehe auch Lachische Sprache) in der Pfarrei gesprochen wurde, dagegen im Jahr 1847 die Tschechische Sprache.
Ab 1850 bildete Dobrau eine Gemeinde im Bezirk Teschen. Zum Ende des 19. Jahrhunderts erlebte das Handwerk im Ort eine Blüte. Ab 1901 gehörte der Ort zum Bezirk Friedek.
Während der deutschen Besetzung wurde Dobrau Grenzort des Protektorates Böhmen und Mähren zum Deutschen Reich und erhielt eine Zollstation. In der Mitte des 20. Jahrhunderts wurde auf dem Gelände einer stillgelegte Fabrik eine Kaserne errichtet, die bis 1999 bestand. Nach dem Zweiten Weltkrieg wurde Nošovice dem Okres Místek zugeordnet und kam 1961 nach dessen Auflösung zum Okres Frýdek-Místek. 
Dobrá ist ein kulturelles und gesellschaftliches Zentrum für die Dörfer des Beskidenvorlandes.

## Gemeindegliederung
Für die Gemeinde Dobrá sind keine Ortsteile ausgewiesen. 

## Sehenswürdigkeiten

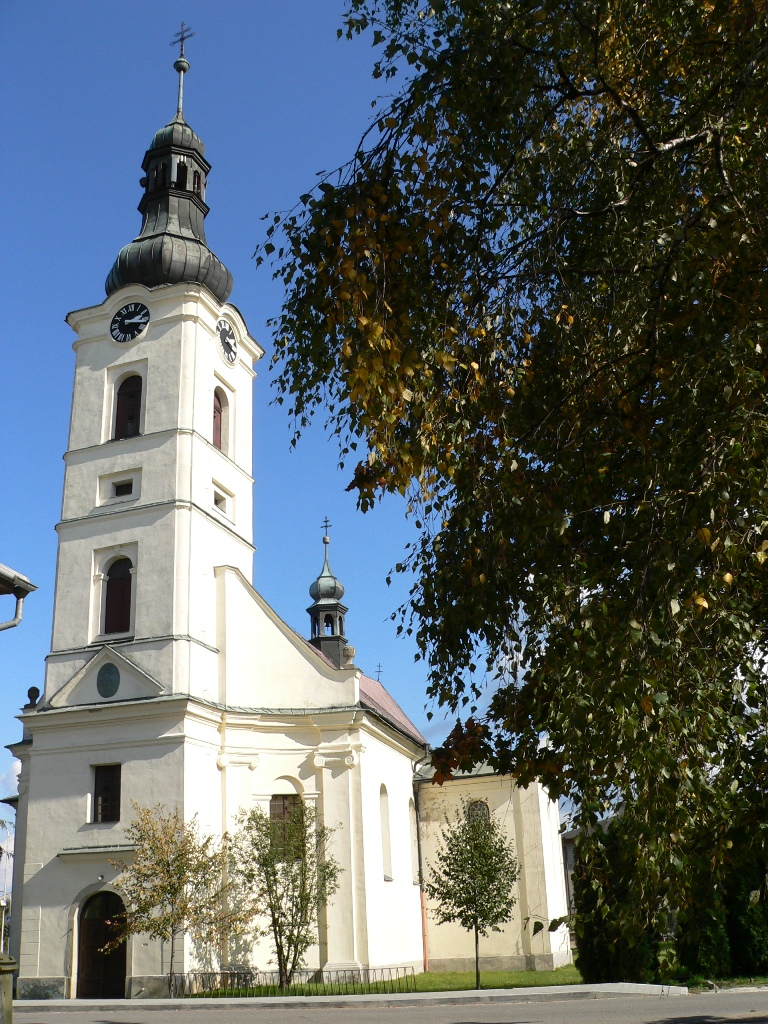
Kirche St. Georg

- barocke Pfarrkirche St. Georg, erbaut zwischen 1682 und 1686. Im Jahr 1816 erfolgte der Anbau des Turmes. 1883 wurden die beiden Kapellen der Reinen Herzen Jesu und Mariens angebaut. Früher wurden prunkvolle St.-Georgs-Wallfahrten veranstaltet, bei einer solchen war auch der russische Zar Alexander I. anwesend.
- barocker Speicher, als Wirtshaus „U Oráče“ genutzt
- Reste der Feste der Vladiken Vlček von Dobrá Zemice aus dem 15. und 16. Jahrhundert, unweit des Wirtshauses „U Oráče“
- Hügel Dobrá (385 m), nördlich des Dorfes, Aussichtspunkt ins Ostrauer Becken und in die Beskiden
- Naturdenkmal Skalická Morávka
- Statue des Hl. Johannes von Nepomuk